# دورنا اسپرت
دورنا اسپرت (انگلیسی: Dorna Sports) شرکت سرگرمی و مدیریت ورزش اسپانیایی است، که در سال ۱۹۹۸ تأسیس شد.